# 李炅
李炅（?—?），唐朝宗室，唐高祖的孙子，江王李元祥的第五子。
李炅初封广平郡公，唐高祖第十七子邓王李元裕在麟德二年（665年）去世，没有儿子，唐高宗以李炅出继邓王李元裕。李炅官至澧州刺史，娶右屯卫将军杨知庆女杨无量寿。李炅去世后，其子李孝先封嗣邓王。

## 子孙
- 李孝先，嗣邓王、右监门卫大将军
- 李继先，信王傅
  - 李无謟，凤翔少尹
- 李继宗，嗣武阳郡王，降澧国公，国子祭酒、金吾卫大将军
- 李继贤，中郎将